# نوردویند ایرلاینز
نوردویند ایرلاینز (به انگلیسی: Nordwind Airlines) یک شرکت هواپیمایی با کد یاتا N4 است که در تاریخ ۲۰۰۸ میلادی تأسیس شده است. دفتر مرکزی نوردویند ایرلاینز در مسکو، روسیه واقع شده‌است.
هواپیمایی نوردویند یکی از ده ایرلاین موفق روسیه است. این هواپیمایی با بیش از 500 پرواز هفتگی توانست در سال 2019 نزدیک 8 میلیون مسافر جابجا کند. دفتر اصلی هواپیمایی نوردویند  ‏در مسکو واقع شده و مرکز اصلی پروازهای این شرکت در فرودگاه بین المللی ‏شرمیتوو‏ قرار دارد. ویژگی مهم  نوردویند پروازهای چارتری ارزان به روسیه است. پروازهای نوردویند بیش از 200 مقصددر 17 کشود و 75 شهر دنیا را پوشش می دهد 

## ناوگان هوایی نوردویند
هواپیمایی نوردویند دارای 34 فروندهواپیما است. روزانه پروازهای بین المللی نوردویند به  اروپا، آسیا و آمریکا انجام می شود. هواپیماهای اصلی نوردویند شامل Boeing 777-200ER، Boeing 737-800NG Boeing 777-300ER، Airbus A330-200و Airbus A321-200 است. بوئینگ 777 بهترین هواپیمای این ایرلاین در مسافتهای طولانی هوایی است.